# Staatliche Kunstschule für Textilindustrie Plauen

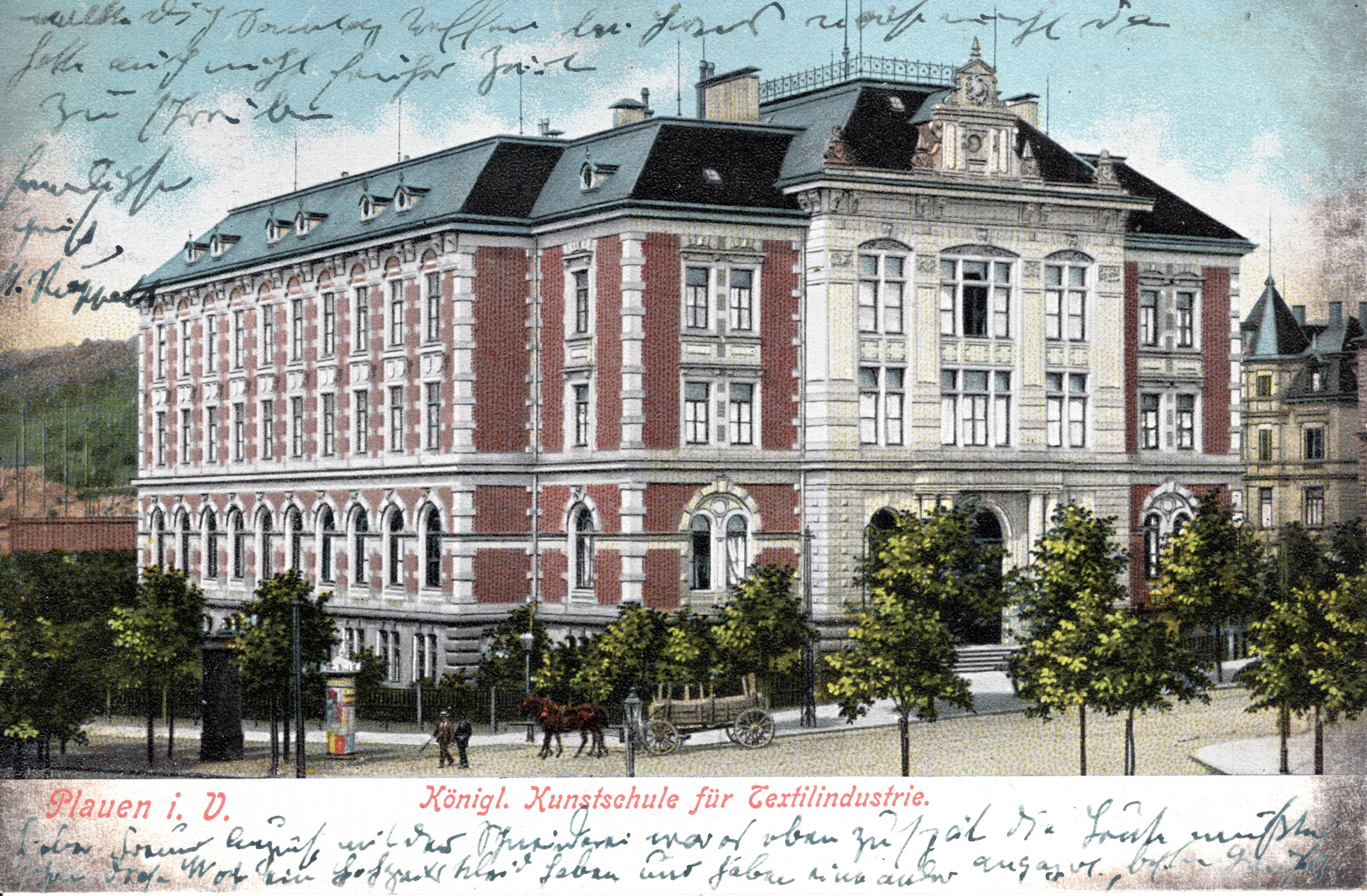
Kunstschule (Ansichtskarte, versandt 1904)

Die Staatliche Kunstschule für Textilindustrie Plauen als Fachschule für die Ausbildung der Belegschaften der Textilindustrie und des Textilgewerbes wurde 1877 als Kunstgewerbliche Fachzeichenschule in Plauen gegründet. Der Name wurde 1891 in Königliche Industrieschule Plauen, 1903 in Königliche Kunstschule für Textilindustrie und 1918 in Staatliche Kunstschule für Textilindustrie Plauen geändert. Sie wurde 1933/1934 ein weiteres Mal in Staatliche Kunst- und Fachschule für Textilindustrie in Plauen umbenannt und ging mit dem Schulgebäude am oberen Ende der Bahnhofstraße 1945 bei einem Luftangriff unter.

## Bildungsangebot
Die Kunstschule war Ausbildungsstätte für
- Musterzeichner (Entwerfer) für das textile Kunstgewerbe und für Flächenkunst
- Frauen und Mädchen in der Textilindustrie
- Stickereimaschinen-Techniker
- Musterzeichner-Lehrlinge für die Lehre ergänzende zeichnerische Fertigkeiten.

Die Ausbildung zum Musterzeichner dauerte beispielsweise in Vor-, Unter-, Mittel-, Ober- und Fachklasse viereinhalb Jahre.
Neben diesem regulären Unterricht gab es u. a. Abendkurse für Fabrikanten, in denen junge Kaufleute und sonstige Interessenten Unterweisungen im Freihandzeichnen, in praktischen Fabrikationskenntnissen der Hand- und Maschinenstickerei und der Weberei erhalten konnten. 
Vorträge und Ausstellungen für die gesamte Bevölkerung machten die Schule zu einem Kommunikationszentrum der Plauener Region.

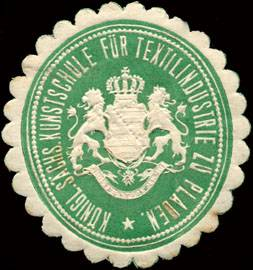
Siegelmarke der Königlich Sächsischen Kunstschule für Textilindustrie zu Plauen

## Geschichte
Das Erzgebirge, das Vogtland und andere Regionen Sachsens waren traditionelle Standorte der Textilindustrie und der Textilveredelung sowie des international bedeutenden Textilmaschinenbaus. Die Mechanisierung und Industrialisierung speziell in der zweiten Hälfte des 19. Jahrhunderts bewirkte auch in der vogtländisch-erzgebirgischen Region mit ihren stürmisch sich entwickelnden Wirtschafts- und Industriezweigen eine verstärkte Nachfrage nach ausgebildeten Fachkräften. Mit der Gründung einer staatlichen Mittleren Gewerbeschule 1832 in Plauen als Zentrum des Vogtlands unter Leitung von Friedrich Krauße begann die Entwicklung der Kunstschule für Textilindustrie Plauen i. Vogtl. Über diese Institution, ihre Organisation, Ziele, Methoden, regionale, nationale und internationale Bedeutung gab es bis zum Jahr 1996 nur vereinzelte, fragmentarische Erwähnungen. Eine erste wissenschaftliche Veröffentlichung zu dieser Einrichtung erfolgte 1996 mit dem Buch Staatliche Kunst- und Fachschule für Textilindustrie 1877–1945 Plauen i. Vogtl.

### 1877–1904
Während der ersten abgrenzbaren Zeitperiode von 1877 bis 1904 standen die Kunstgewerbliche Fachzeichenschule Plauen i. Vogtl. und die Königliche Industrieschule zu Plauen i. Vogt. ab 1891 unter Leitung von Direktor Richard Hofmann (1852–1904).
- 1878 wurde eine textile Vorbildersammlung an der Schule geschaffen als Grundlage für zyklische Wanderausstellungen in die Zentren der Textilindustrie wie Eibenstock/Erzg., Falkenstein, Frankenberg, Glauchau, Meerane, Oelsnitz/Vogtl. und Reichenbach/Vogtl.
- 1888 wurde der Vogtländisch-Erzgebirgische Industrieverein gegründet, Ehrenvorsitzender war der Unternehmer Otto Erbert, Geschäftsführer Hofrat Richard Hofmann, beide in Plauen ansässig. Dieser Verein sollte als Bindeglied zwischen Schule und Industrie, wenn auch mit Namensänderungen, bis zur Einstellung des Lehrbetriebes 1944 erfolgreich tätig sein.
- 1891 wurde die Staatliche Kunstschule für Textilindustrie Plauen in  Königliche Industrieschule zu Plauen i. Vogtl. umbenannt. Am 3. Oktober wurde die neue Einrichtung eingeweiht und eine öffentliche kunstgewerbliche und textiltechnische Bibliothek, eine Tapetensammlung und ein Textilmuseum angliedert. Auf Anregung der Handelskammer Plauen richtete die Schule Außenstellen in Auerbach, Eibenstock, Falkenstein und Oelsnitz/Vogtl. ein. Das war einmalig in der höheren kunstgewerblichen Schullandschaft in Deutschland und beweist die Integration der Bildungseinrichtung als Wirtschaftsfaktor im Vogtland, Erzgebirge und ganz Sachsen. „Die neue Anstalt ist im eigentlichen Sinne des Wortes eine Kunstgewerbeschule, welche den älteren Schwesteranstalten in Dresden und Leipzig sich würdig anreiht. Nicht das Ziel unterscheidet sie von letzteren, sondern nur der engere Rahmen ihrer Wirksamkeit.“ (Auszug aus einem Bericht von Richard d 1891).

### 1904–1918/1922
Während der zweiten Entwicklungsperiode von 1904 bis 1918 bzw. bis 1922 stand die Königliche Industrieschule zu Plauen i. Vogtl. bzw. Königliche Kunstschule für Textilindustrie Plauen i. Vogtl. bzw. Staatliche Kunstschule für Textilindustrie Plauen i. Vogtl. unter Leitung von Direktor Albert Forkel (* 1864), der zum 1. Mai 1905 offiziell ernannt wurde. Es bestanden drei Hauptabteilungen: die Musterzeichnerschule, die Web- und Maschinenstickschule sowie die Fabrikanten- und Frauenarbeitsschule. 
- 1913 stellte Margarete Naumann, Mitglied des Deutschen Werkbunds (DWB), im Dresdner Künstlerhaus unter dem Titel „Die handwerkliche Papier-Gestaltungslehre“ aus. Diese Ausstellung beinhaltete schon nachweislich die elementare Methodik zur späteren Gestaltungslehre am Bauhaus von Josef Albers und László Moholy-Nagy und sollte von Albert Forkel in die Ausbildung an der Textil-Kunstschule Plauen i. Vogtl. integriert werden.
- 1914 fand die Kölner Werkbundausstellung statt, Naumann stellte dort Arbeiten der Margaretenspitzentechnik in der „Einheit von Kunst und Handwerk“ als Verbindung zum industriellen Prozess in Kongenialität zu den gestalterischen Reformbemühungen der Maschinenspitze des DWB-Mitglieds Albert Forkel aus.
- 1914/1915 wurde erstmals an der Plauener Einrichtung als deutschlandweiter Versuch eine Abteilung für „Textil- und Flächenkunst“ für begabte Mädchen eröffnet und mit Erfolg integriert.
- 1918 wurde die Königliche Industrieschule zu Plauen i. Vogtl. zunächst in Königliche Kunstschule für Textilindustrie Plauen i. Vogtl. und wenig später nach Abschaffung der Monarchie in Staatliche Kunstschule für Textilindustrie Plauen i. Vogtl. umbenannt. Direktor blieb Albert Forkel, der im gleichen Jahr seine deutschlandweit beachteten Programmatischen Thesen zur Umgestaltung der textilen Fachschulen Sachsens und der Staatlichen Kunstschule für Textilindustrie Plauen i. Vogtl. veröffentlichte.
- 1918/1919 erhielt die Einrichtung erstmals einen Assistenten, indem mit Otto Müller ein Absolvent der Schule angestellt wurde. Er entwickelte gemeinsam mit Albert Forkel ein „textiles Naturstudium“ als Bestandteil des Grundlagenstudiums, nannte sich nun zur besseren Unterscheidung von anderen Namensträgern Otto Müller-Eibenstock (OME) und wurde später Mitglied der Berliner Künstlervereinigung „Der Sturm“. 1933 wurde seine Kunst von den Nationalsozialisten der „entarteten Kunst“ zugeordnet, und er wurde mit Mal- und Ausstellungsverbot belegt.
- 1919 fanden in Vorwegnahme der später geforderten Einheit von „Kunst und Industrie“ bahnbrechende Gestaltungsweiterentwicklungen der Maschinenspitze an der Staatlichen Kunstschule für Textilindustrie statt. Albert Forkel forderte als erster im Vogtland den Aufbau eines Forschungsinstituts „für textile Kunst und Kulturentwicklung“ an der Textil-Kunstschule Plauen i. Vogtl.
- 1920 wurde die Plauener Spitzenkünstlergruppe mit fortschrittlichen Plauener Unternehmen wie Schröder & Co., Wilhelm Berkling, Fischer & Co., Walter Poppitz jun., den Kunsthandwerkern und Spitzenkünstlern Albert Forkel, Emil Knoll, Georg Görschen, Richard Ullmann, Kurt Stoß und Margarete Naumann gegründet. Lehre und Forschung an der Staatlichen Kunstschule für Textilindustrie trugen wesentlich über die Gestaltung von textilen Flächengebilden, deren Technologie und Technik, zu einer Demokratisierung nicht nur des Massenprodukts, sondern auch zu seiner Verwertung bei.
- 1921/1922 führten die verbreitete Verständnislosigkeit für zukunftsorientierte Prozesse innerhalb der deutschen Kunstschulreformbewegung und die persönlichen Vorbehalte nicht nur von Plauener Unternehmern gegenüber den Zielen der Textilkunstschule unter Albert Forkel zur Herauslösung der Musterzeichnerausbildung aus der Schule. Aufsichtsbehörde wurde der Rat der Stadt Plauen, Leiter der Ausbildung Albert Hempel, der von einem extra gebildeten Schulausschuss, dem Vogtländisch-Erzgebirgischen Industrieverein und der Vereinigung zur Hebung der Spitzenindustrie Plauens i. Vogtl. unterstützt wurde.

### 1922–1933
Während der dritten Zeitperiode von 1922 bis 1933 stand die Staatliche Kunstschule für Textilindustrie Plauen i. Vogtl. unter Leitung von Direktor Karl Hanusch (1881–1969).
- 1922 führte Ministerialrat Klien als Vertreter des sächsischen Wirtschaftsministeriums in Dresden Karl Hanusch in sein Amt ein. Zu diser Zeit bestanden drei Fachklassen: Möbelstoff, Fußboden- und Wandteppiche, Druckstoffe, Tapeten und bunte Gardinen (Madras), Spitzen und Stickereien, englische (gewebte) Gardinen und Tapisserien, kunstgewerbliche Textilarbeiten (Außenstelle: Submissionsamt Dresden). Die Einführung der Fachgebiete bzw. Fächer Textilkunst, Teppich-Wirkerei (Gobelin), dekorative Malerei, modische Illustration, Schnittgestaltung verbunden mit intensivierter experimenteller Atelier- und Werkstättenarbeit (Unikate) unter Anleitung von Werkmeistern erweitert das Lehrangebot der Textil-Kunstschule mit ihren Außenstellen für Studienbewerber aus ganz Deutschland. Damit beförderte Karl Hanusch als bildender Künstler der Industrie über Forschung und Lehre die Herausbildung des Industriedesigners.
- 1925 berief Hanusch Otto Lange als Professor für Formenlehre und freies Gestalten, zur Weiterentwicklung der textilen Ornamentgestaltung. Lange, der seine Arbeiten mit OL signierte, war Mitglied der Dresdner Sezession Gruppe 1919.
- 1926 berief Hanusch Johannes M. Avenarius als Professor für Ornamentmalen, Entwerfen und Kunstgeschichte.
- 1927 wurde Karl Hanusch in den Museumsrat der deutsch-österreichischen Museumsverwaltung berufen.
- 1928 berief Hanusch Wilhelm Heckrott als Professor für Malen und Zeichnen. Heckrott führte einen von ihm entwickelten Stoff- und Studienplan für Farbenlehre an der Textilkunstschule ein. Er war ebenfalls Gründungsmitglied der Dresdner Sezession Gruppe 1919.
- 1929 wurden insgesamt 281 Schüler unterrichtet, davon 91 in den vier Außenstellen Auerbach, Eibenstock, Falkenstein und Oelsnitz.
- 1931 nahm der Grafiker Winkler seinen Unterricht für Formen- und Werklehre sowie Schriftgestaltung auf.
- 1933 erschien der Artikel „Kulturbolschewismus an der Plauener Kunstschule“ in der Zeitschrift Freiheitskampf.
- 1933 wurden Direktor Karl Hanusch sowie die Lehrer Avenarius, Heckrott und Lange vom 7. Juni bis zum 15. Juni von nationalsozialistischen Kämpfern in Schutzhaft genommen. Dies war ein einmaliger Vorgang an deutschen Kunstschulen und Kunstakademien. Die vier Professoren wurden wegen angeblicher „bolschewistischer Auffassungen“ fristlos von ihrer Lehrtätigkeit entbunden. Danach wurden unter anderem durch den sächsischen Gauleiter Martin Mutschmann, einen ehemaligen Plauener Fabrikanten, Prozesse initiiert, denen Ausstellungs-, Berufs- und Lehrverbote, sowie der Ausschluss aus der Reichskulturkammer folgten.

### 1933–1934
Während der vierten Periode von 1933 bis 1934 wurde die Staatliche Kunstschule für Textilindustrie Plauen i. Vogt. kommissarisch von Paul Lorenz geleitet.

### 1934–1939
In der fünften Periode von 1934 bis 1939 stand die Staatliche Kunst- und Fachschule für Textilindustrie Plauen i. Vogtl. unter Leitung von Studienrat Georg Schauer (1900–1989). 
- 1935 wurden an der Einrichtung Studentenausweise eingeführt.
- 1935 wurden die Städtische Fachgewerbeschule für Musterzeichner und die Sächsische Höhere Fachschule rückwirkend zum 1. April 1934 in die Staatliche Kunst- und Fachschule für Textilindustrie integriert, um den damit seit Hanusch „verlorengegangene“ Industriebezug wiederherzustellen.
- 1935 wurde ein Ausschuss für Förderung der Spitzen aller Art, der Posamenten und der Perlstickerei gegründet und damit beauftragt, die Modeabteilung an der Textilkunstschule zu unterstützen und den Einsatz von Spitzen- und Stickereiprodukten in der Modebranche zu fördern. Dieses Vorhaben, schon von Karl Hanusch in Zusammenarbeit mit den Wiener Werkstätten geplant, blieb aber nun den provinziellen Interessen verhaftet und erlangte nicht die angestrebte nationale oder gar internationale Bedeutung für die Wirtschaft.
- 1937 wurde Metz als Fachlehrer und Werkstätten- bzw. Atelier-Leiter für das Fachgebiet Weberei an die Textil-Kunstschule Plauen i. Vogtl. berufen, der kurz nach Ausbruch des Zweiten Weltkriegs zum Kriegsdienst eingezogen wurde.
- 1939 wurde Studienrat Kuno Blässig kommissarischer Leiter der Staatlichen Kunst- und Fachschule für Textilindustrie Plauen i. Vogtl., auch er wurde zum Kriegsdienst einberufen. Die personelle und fachlich-künstlerische Substanz des Lehrkörpers an der Einrichtung wurde weiter dezimiert, damit fiel die einstmals innerhalb Deutschlands und Europas singuläre Textil-Kunstschule in die Bedeutungslosigkeit.

### 1942–1945
In einem sechsten Entwicklungsabschnitt ab dem Jahr 1942 erfolgte zunächst die Umbenennung in Staatliche Meisterschule für Textilindustrie zu Plauen (mit Bücherei und Textilmuseum), die weiter unter Leitung von Kuno Blässig stand.
- 1944 wurde der Lehrbetrieb eingestellt und die verbliebenen Studenten als Zeichner in die vogtländische Rüstungsindustrie verpflichtet.
- 1945 fielen die Schulgebäude mit den Werkstätten (und der umliegenden Bebauung) den Bombenangriffen zum Opfer – Plauen wurde insgesamt zu etwa 72 % zerstört.

### Ab 1948
Ab den Jahren 1949/1950 wurde die eine „Staatliche Meisterausbildung“ im Gebäude der ehemaligen Vogtländischen Höheren Stickereifachschule Plauen i. Vogtl. an der Heubnerstraße fortgeführt. Ab 1952 begann die Ausbildung zum Facharbeiter-Musterzeichner, später folgten die Berufsbezeichnungen Textilzeichner und Textilmustergestalter/Abitur, was mit der in der Bundesrepublik Deutschland heute geläufigen Berufsbezeichnung Produktgestalter Textil/Leder vergleichbar ist.

## Lehrkräfte, Dozenten, Professoren
- Johannes Maximilian Avenarius
- Karl Hanusch
- Otto Lange
- Walther Löbering